# Grantessa erinacea
Grantessa erinacea är en svampdjursart som först beskrevs av Carter 1886.  Grantessa erinacea ingår i släktet Grantessa och familjen Heteropiidae. Inga underarter finns listade i Catalogue of Life.